# Eclipse (yate)

Eclipse es el nombre de un yate de lujo construido por Blohm + Voss en Hamburgo, Alemania. ThyssenKrupp, un gigante industrial, en Alemania, fue muy reservado sobre el proyecto durante la construcción. 

## Características
El yate mide 170 metros (560 pies) de eslora y es propiedad de Román Abramóvich, y fue entregado en diciembre de 2010. Esto hace del Eclipse el segundo yate privado más grande del mundo (por detrás del yate Azzam, de 180 metros de eslora), 11 metros (36 pies) más largo que el tercer yate más grande del mundo, que pertenece a Mohammed bin Rashid Al Maktoum, el gobernante de Dubái. Se le estima un valor de 340 millones de euros (alrededor de 485 millones dólares).
El Eclipse tiene dos helipuertos, once cabinas de invitados, dos piscinas, varios jacuzzis y una discoteca; también viene equipado con tres lanchas, y un minisubmarino que es capaz de sumergirse a 50 metros. Aproximadamente 70 personas de tripulación son necesarias para el funcionamiento del barco. 
Por razones de seguridad, el Eclipse está equipado con sistemas de detección de intrusos y un sistema de defensa antimisiles de fabricación alemana. Las ventanas del dormitorio principal del sr. Abramóvich, también están equipadas con un vidrio blindado.
La flota privada de Abramóvich se compone de cuatro yates: Eclipse, Pelorus, Sussurro y Ecstasea. También poseía el Le Grand Bleu, pero se lo dio a su socio y amigo Eugene Shvidler en junio del 2006.

## Galería de imágenes

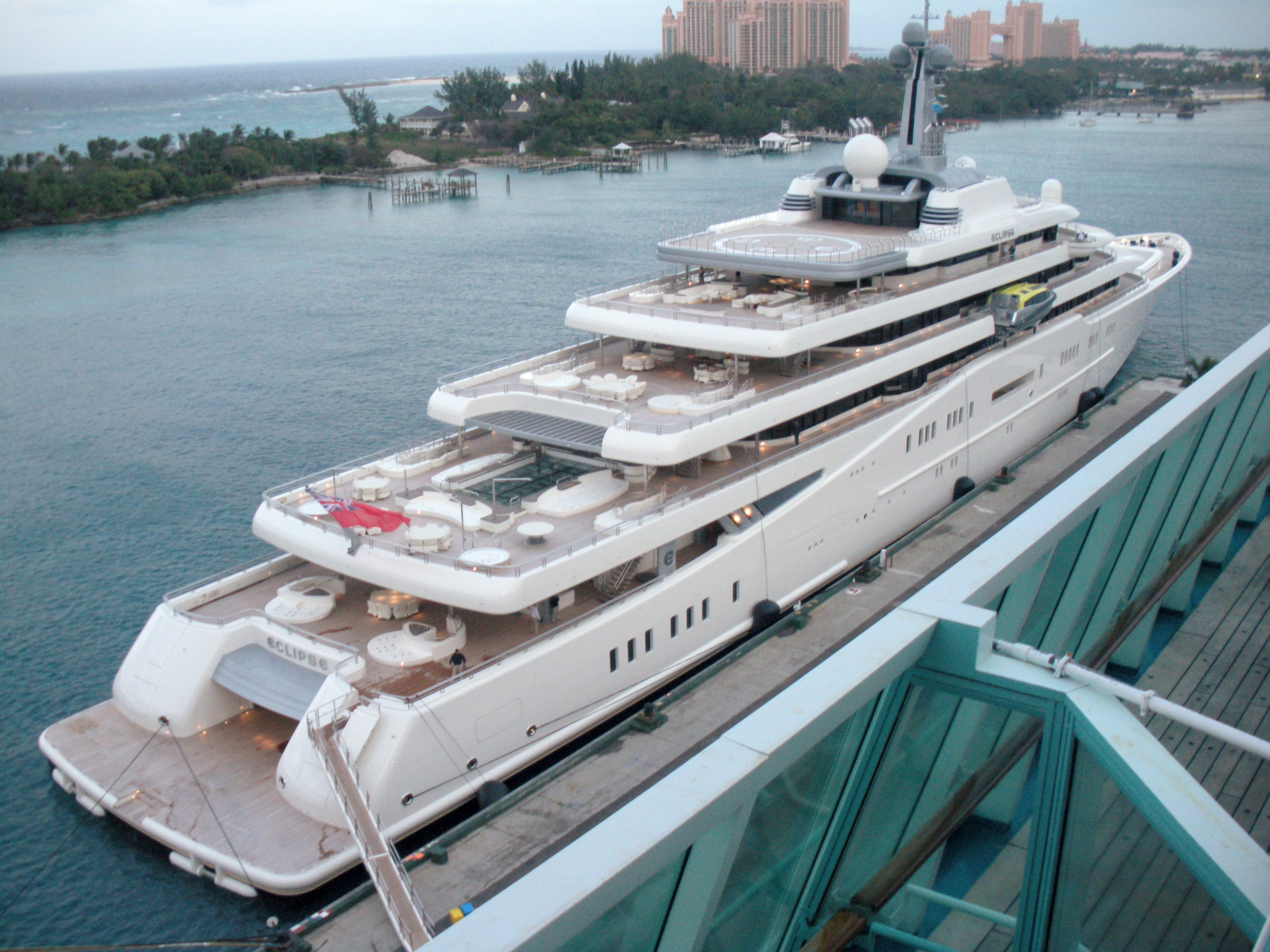
Vista aérea del Eclipse en 2011.
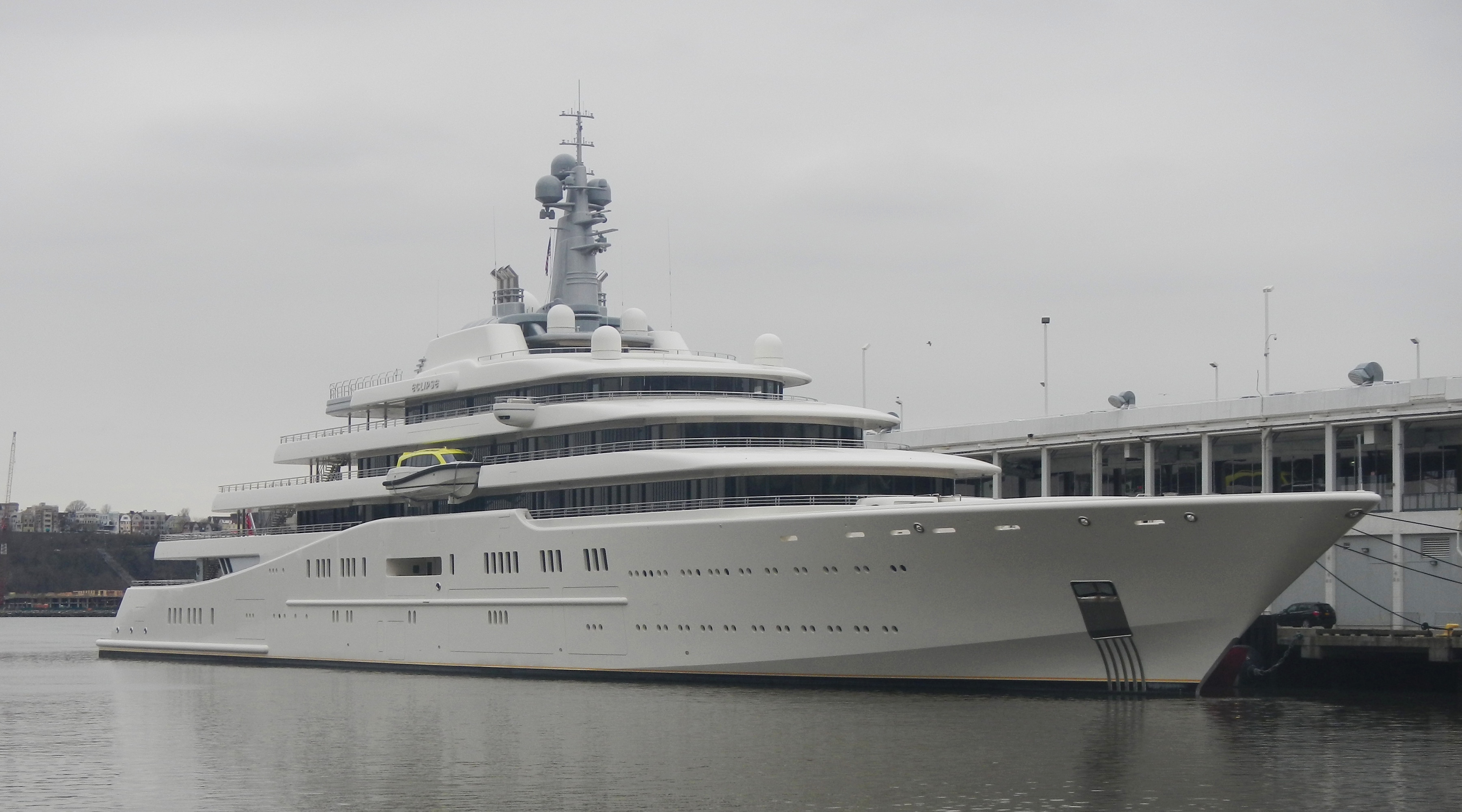
Eclipse en 2013.